# Кіровський район (Білорусь)
Кіровський район — адміністративна одиниця Білорусі, Могильовська область.

## Відомі особистості
У районі народився:
- Гулак Олег Миколайович (1967—2022) — білоруський юрист, правозахисник, громадський діяч.